# 甲野正道
甲野 正道（こうの まさみち）は、日本の知的財産学者・著作権法学者。大阪工業大学知的財産学部知的財産学科教授。元文部科学省文化庁長官官房著作権課長。元内閣官房内閣参事官（知的財産基本法準備室・知的財産戦略推進事務局）。
専門は、知的財産法・著作権法、法学（日本国憲法）。

## 略歴
東京大学法学部卒業。1981年より文部省（現在の文部科学省）勤務。1993年在米国日本国大使館一等書記官。2005年文部科学省文化庁長官官房著作権課長。2007年国立美術館本部事務局長 兼 国立西洋美術館副館長。2008年慶應義塾大学大学院メディアデザイン研究科特別招聘教授（非常勤）。2010年東北大学理事。2016年大阪大学知的財産センター特任教授を経て、2019年より大阪工業大学知的財産学部教授。
主な所属学会は、著作権法学会など。
知的財産の対外啓蒙活動として、近畿経済産業局局内研修会（2021）、鳥取県ミュージアムネットワーク研修会（2021）、北海道美術館学芸員研究協議会（2021）、広島県美術館ネットワーク研修会講師（2020）日本材料学会腐食防食部門委員会勉強会講師（2020）などで講師を務めている。特に、市民向けでは、大阪市立総合生涯学習センターと大阪工業大学による2019年度連携講座の第1回講座「創作と知的財産 日常に広がる著作権の世界」における講師や、JASRACのBGM無断使用に係る訴訟提起について『かんさい情報ネットten.』（読売テレビ）からの取材対応（2019）も行っている。
また、大阪大学、大阪教育大学、大阪工業大学の3大学による日本初の小中高生向け知的財産にかかる教育・人材育成を目的とする「知財創造教育」推進の連携協定締結に貢献している。

## 主な著書
- 知的財産基本法と政府の知的財産戦略について（単著、日本学術振興会2005、学術月報）
- デジタルコンテンツの著作権保護（単著、日本知財学会2008、学術書）
- 改訂新版 現場で使える美術著作権ガイド（共著、美術出版社2019、一般書）
- 博物館学Ⅲ-博物館と知的財産（分担執筆、学文社2012、教科書）